# Schaltin, Pierry & Cie

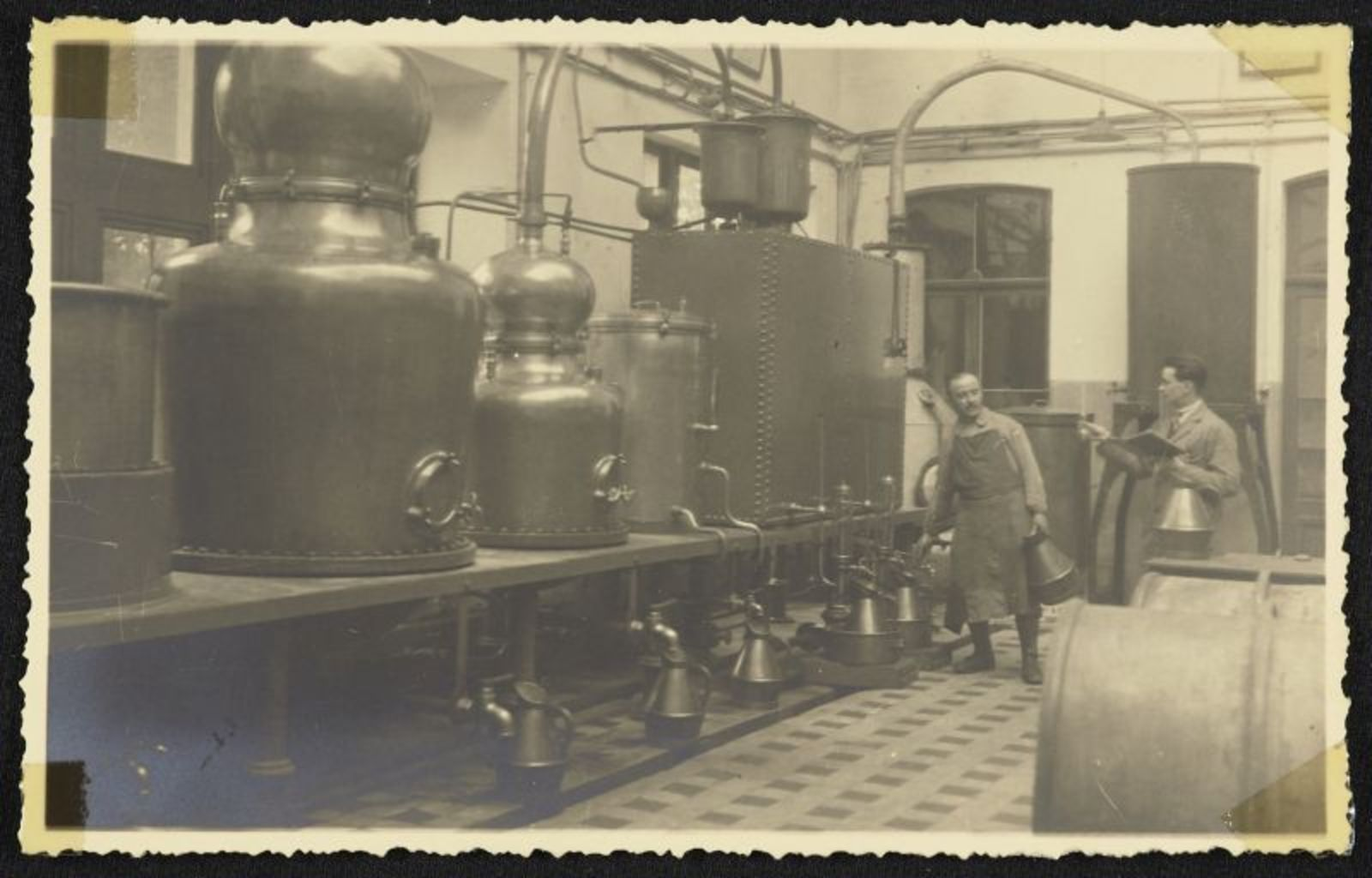
Foto van personeel bij likeurstooktafel vakstokerij Schaltin te Spa omstreeks 1920-1930.

Stokerij 'Schaltin, Pierry & Cie' was een Belgische stokerij die in 1858 werd opgericht in de Waalse stad Spa. Eén van de adressen van de stokerij was Rue Hanster 8, 4900 Spa.

## Geschiedenis[1][2][3][4]
De stokerij is opgericht in 1858 door een Fransman genaamd Duplais en hij zou de formule opnieuw hebben samengesteld van het beroemde Elixir de Spa.Omstreeks 1863 droeg Duplais zijn vestiging over aan de een apotheker Henri Schaltin, vanaf dan haat de stokerij Schaltin, Pierry & Cie. De stokerij begon al snel met het ontwikkelen van een breed scala aan producten. 
De stokerij is bekend door zijn overname van 'Elixir de Spa'.  Een drankje dat al sinds de 12de eeuw door kapucijner monniken gedistilleerd werd op basis van 40 kruiden en planten uit de omgeving van Spa. 
In 1869 werd de stokerij de titel 'hofleverancier' toegekend. Henri Schaltin werd daarmee de eerste erkende hofleverancier van België. Daarnaast was de stokerij op de internationale markt zeer actief door de actieve verkooppolitiek. Ze exporteren naar diverse Europese landen en ook naar Canada en Rusland.

## Overdracht van productie
In 1956 nam Stokerij 'Schaltin, Pierry & Cie' de beslissing om de productie van het Elixir de Spa stop te zetten. Stokerij F.X. De Beukelaar in Antwerpen nam de productie van dit elixer over, waardoor een nieuw hoofdstuk begon voor dit historische Belgische drankje.